# Ejido Mesa Chica
Ejido Mesa Chica är en ort i Mexiko.   Den ligger i kommunen Ahuazotepec och delstaten Puebla, i den sydöstra delen av landet, 130 km nordost om huvudstaden Mexico City. Ejido Mesa Chica ligger 2 328 meter över havet och antalet invånare är 121.
Terrängen runt Ejido Mesa Chica är kuperad, och sluttar norrut. Runt Ejido Mesa Chica är det ganska tätbefolkat, med 54 invånare per kvadratkilometer. Närmaste större samhälle är Huauchinango, 15,1 km norr om Ejido Mesa Chica. I omgivningarna runt Ejido Mesa Chica växer huvudsakligen savannskog.